# Sempervivum ispartae
Sempervivum ispartae ist eine Pflanzenart aus der Gattung der Hauswurzen (Sempervivum) in der Familie der Dickblattgewächse (Crassulaceae). Das Artepitheton ispartae verweist auf das Vorkommen der Art bei Isparta im Südwesten der Türkei.

## Beschreibung

### Vegetative Merkmale
Sempervivum ispartae wächst als Rosettenpflanze mit einem Durchmesser von 3 bis 4 Zentimeter. Die eiförmigen bis länglich lanzettlichen, gekielten Laubblätter sind grün bis bräunlich purpurfarben. Sie sind kahl oder auf dem Kiel mit wenigen steifen Haaren besetzt. Die Blattspreite ist 15 bis 20 Millimeter lang und etwa 10 Millimeter breit. Der Blattrand ist mit dichten geraden 1 bis 2 Millimeter langen Wimpern besetzt.

### Generative Merkmale
Der Blütentrieb ist an seiner Basis mit drüsig-flaumhaarigen Blättern mit wenigen steifen Haaren besetzt. Die neun- bis elfzähligen Blüten weisen einen Durchmesser von 2 bis 3 Zentimeter auf. Ihre eiförmigen Kelchblätter sind etwa 2 Millimeter lang. Die grünlich weißen Kronblätter weisen eine Länge von etwa 10 Millimeter auf. Die Staubfäden sind weiß, die kleinen, aufrechten Nektarschüppchen rundlich-quadratisch.

## Systematik und Verbreitung
Sempervivum ispartae ist im Südwesten der Türkei auf metamorphen Felsen in Höhen von etwa 1300 Metern verbreitet. Die Art ist nur vom Typusfundort bekannt. 
Die Erstbeschreibung durch Clara Winsome Muirhead wurde 1969 veröffentlicht.

## Nachweise